# Handle with Care
Handle with Care är det första spåret från supergruppen Traveling Wilburys debutalbum Traveling Wilburys Vol. 1, och gruppens mest framgångsrika singel. Låten är skriven av alla fem bandmedlemmarna: George Harrison, Jeff Lynne, Roy Orbison, Tom Petty och Bob Dylan.

## Ursprung
Sången var ursprungligen avsedd som B-sidan till Harrisons låt "This Is Love". Harrison hade ännu inte skrivit en låt för B-sidan och ringde Bob Dylan för att låna hans studio i garaget, Då Harrisons vänner (som senare blev gruppen Traveling Wilburys) träffades för att hjälpa till med inspelningen, blev det istället en informell låtskrivning och jamsession. Harrison blev inspirerad när han såg en låda i Dylans garage som var märkt "Handle With Care". Lådan inspirerade också öppningslinjen: "been beat up and battered around" (blivit slagen och omkringkastad). Texten skrevs sedan klar snabbt, med de olika medlemmarna som bidrog med olika textrader. 
Harrisons skivbolag bestämde sig för att låten var för bra för att kunna släppas som "utfyllnad". Uppmuntrat av detta svar och den njutbara upplevelsen av inspelningen tillsammans, träffades gruppen igen för att spela in det första Wilburys-albumet, som innehöll "Handle With Care" som förstaspår.
Musikvideon för låten innehåller alla gruppmedlemmar som spelar låten i en övergiven byggnad medan de står runt en gammaldags bommikrofon, med trummisen Jim Keltner i bakgrunden. Det finns korta klipp i videon då stillbilder av sångarna som barn eller unga tonåringar visas.
Låten var den sista som släpptes innan Roy Orbisons död den 6 december 1988.

## Låtlista

### 7" singel
| Nr | Titel                         | Längd |
| -- | ----------------------------- | ----- |
| 1. | Handle With Care (LP version) | 3:20  |
| 2. | Margarita (LP version)        | 3:16  |

### 10"/12" singel
| Nr | Titel                               | Längd |
| -- | ----------------------------------- | ----- |
| 1. | Handle With Care (Extended version) | 5:14  |
| 2. | Margarita (LP version)              | 3:16  |

### CD singel
| Nr | Titel                               | Längd |
| -- | ----------------------------------- | ----- |
| 1. | Handle With Care (LP version)       | 3:20  |
| 2. | Margarita (LP version)              | 3:16  |
| 3. | Handle With Care (Extended version) | 5:14  |

## Medverkande
- George Harrison – sång (verser), akustisk gitarr, elgitarr, slidegitarr, körsång
- Roy Orbison – sång (brygga), akustisk gitarr, körsång
- Jeff Lynne – akustisk gitarr, elgitarr, körsång
- Bob Dylan –  akustisk gitarr, munspel, körsång
- Tom Petty –  bas, kör
- Jim Keltner – trummor
- Ian Wallace – tom-toms